# 联队 (日本)
联队是日本陆军所創用之軍隊編制軍事術語，約等同西方軍制的團（Regiment），目前此種術語在漢字文化圈內，仍由日本自衛隊、大韓民國國軍、朝鲜人民军及越南人民军沿用。

## 日本帝国陆军时代的联队
在江戶幕府末期，幕府軍引進西方軍事制度進行軍制改革，開始導入聯隊此一體制。幕府軍所編制的步兵隊是以兩個大隊合組一個聯隊，在江戶幕府被倒幕軍給擊敗前，幕府軍曾經成立過8個聯隊，但是這些部隊都還是以單一兵種為主，與明治時代複合兵種的現代聯隊仍有不同，編號亦無傳承。

### 概述
自1874年（明治7年）日本帝國陸軍成立近衛步兵聯隊後在各個鎮台實施徵兵制創設大日本帝国陸軍聯隊番號，編制兵源則是於同一地域徵召義務役士兵，因此聯隊別號多半帶有地域色彩。日本帝國陸軍只有步兵聯隊步兵與騎兵聯隊創設會得到日本天皇賜予的軍旗。
一个陆军师团下配属两个步兵旅团和其他兵种联队4至6个，每个步兵旅团下面配属两个步兵联队。聯隊人數有多種不同狀態，機械化步兵聯隊滿編可達5,546人、一般常備步兵聯隊也有4,487人，但是戰爭中期後，因為人物力不足，編組規模開始縮減為3,928人，更後期的本土防衛部隊甚至有少到3,409人。
一般來說，步兵聯隊的編制中，聯隊本部兼輜重單位，下轄3個步兵大隊、1個步兵炮大隊（下轄步兵炮中隊、反戰車炮中隊各1）、1個通信大隊。雖然砲兵、步兵人數會因客觀條件不同而調整，但架構上大致沒有改變。

### 编制
日军标准編制步兵联队（以1937年侵华战争开始时第三师团为例）编制：3个1091人的步兵大队，加上联队直属速射炮中队、通信队、运输队等，全联队共计3747人，马526匹。
炮兵联队：有师团属炮兵联队、重炮兵旅团属炮兵联队、独立炮兵联队几种。通常辖2-3个688人的炮兵大队，24-48门山野炮或榴弹炮，加上联队司令部、观测小队、联队运输队，共2000-3700人。
骑兵联队之下没有大队编制，直辖4个骑兵中队与1个机枪中队，1400人。“三单位制”师团骑兵联队改为搜索联队，也称搜索队，人员、马匹都减少了，下辖1个骑兵中队、1个装甲车中队，队长为中佐或少佐。
工兵联队，无大队编制，联队本部加上2-3个工兵中队，编制700-1000人。
輜重联队，在平时编制为2个中队。到了战时，则扩充为挽马中队6个，或者驮马中队7个，人员3461人，马2612匹。联队长通常为中佐。
战车联队1070人左右，战车60-70辆，编有中战车3个中队，轻战车1个中队，炮战车（自行火炮）1个中队，1个维修中队。

## 日本自衛隊時代的聯隊

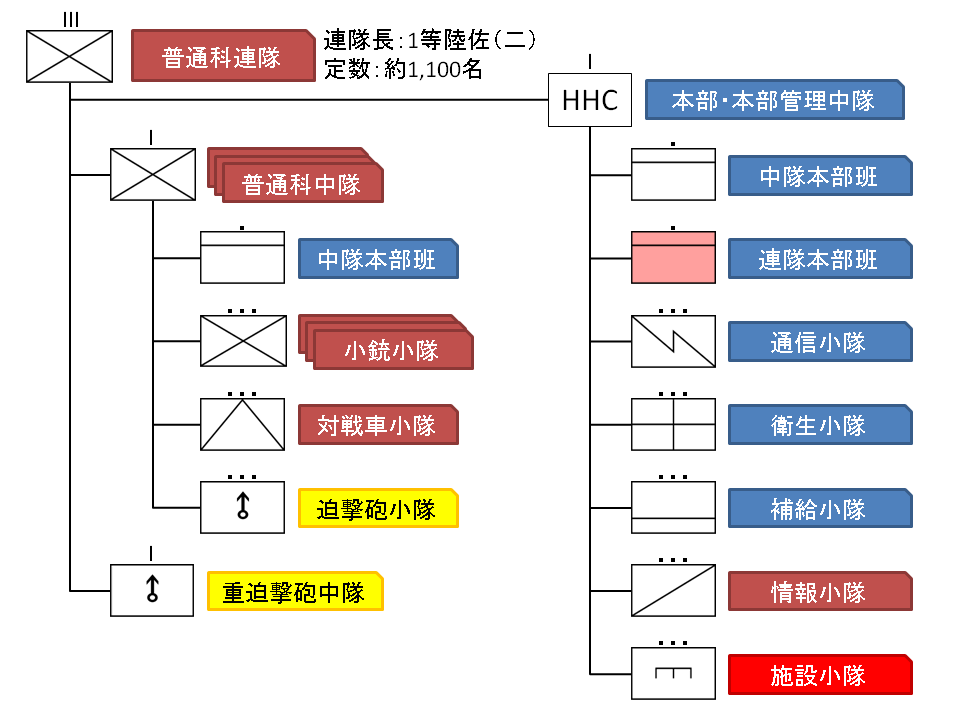
陸上自衛隊普通科連隊編制

二戰結束後，戰敗的軸心國有段時間是完全解散軍隊，直到韓戰爆發後，冷戰局勢趨顯後這些戰敗國才重新組設軍隊。日本也是在這種環境下才讓各方勢力妥協，成立「警察預備隊」，在當時日本被允許成立四個管區隊，每個管區隊允許編制3個普通科聯隊、1個特科聯隊。為了非軍事化需求，過去使用的「步兵某某聯隊」改名為「普通科某某聯隊」，至於炮兵則改名為特科。普通科下轄3個大隊、特科則下轄4個大隊，4個特科大隊中其中3個是輕炮大隊、1個是中炮大隊，每個大隊下轄3個中隊，編制6門榴彈炮；換言之，特科下編制54門輕榴彈炮與18門重榴彈炮。
至1954年7月1日，日本自衛隊成立後聯隊的代號再度被陸上自衛隊沿用，總人數大體上與過去相同，基本上數字編號是繼承日本帝國陸軍的番號。
聯隊編制人數，早期重建自衛隊時，1952年日本政府曾至國會答辯，當時說法是一個普通科聯隊下轄3個大隊（營）、每大隊編制人數805人，聯隊總編制3,210人。特科聯隊下轄大隊數則彈性調配，每大隊編制人數609人，到1954年4月9日於眾議院答辯時才確定特科聯隊下轄5個大隊。
1962年，聯隊取消大隊編制，直接指揮下轄各中隊(連)，依據錯誤：語言代碼「中期防衛力量整備計畫」不存在裁減聯隊編制人數至約為1,100人，聯隊長為1等陸佐。